# بولسواویتسه (شهرستان شویدنگتسا)
بولسواویتسه (به لهستانی:  Bolesławice) یک روستا در لهستان است که در گمینا یاووژنا شلانسکا واقع شده‌است.